# 17712 Fatherwilliam
17712 Fatherwilliam (1997 WK7) là một tiểu hành tinh vành đai chính được phát hiện ngày 19 tháng 11 năm 1997 bởi Y. Shimizu và T. Urata ở Đài thiên văn Nachi-Katsuura.